# Șopârleni
Șopârleni – wieś w Rumunii, w okręgu Vaslui, w gminie Drânceni. W 2011 roku liczyła 27 mieszkańców.